# Spirulida
Los espirúlidos (Spirulida) son un orden de moluscos cefalópodos que incluye una sola especie actual y muchas extintas; la más antigua reconocida data del Jurásico tardío.

## Spirula spirula

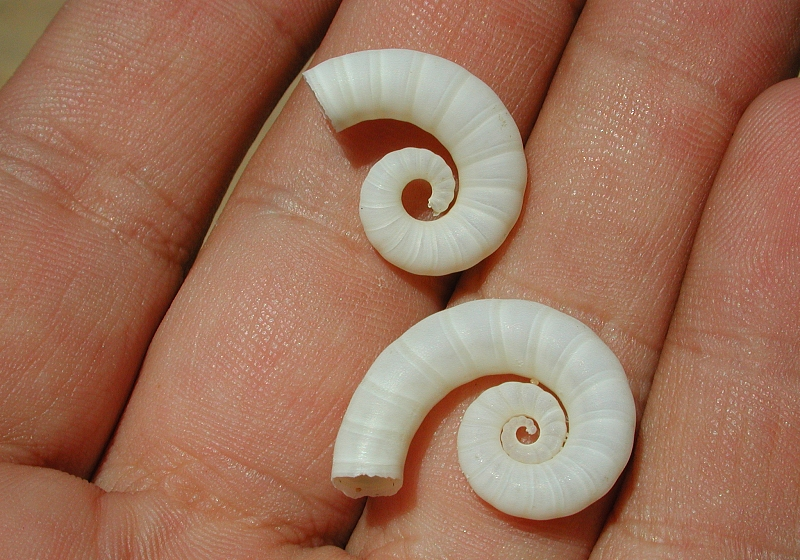
Concha interna de Spirula spirula.

Spirula spirula es la única especie viviente del orden de los espirúlidos. Viven en aguas profundas, por lo que es poco frecuente; no obstante, su concha interna, muy ligera y resistente, es muy común en las playas tropicales.
S. spirula mide de 35 a 45 mm de longitud; tiene diez brazos provistos de ventosas, dos de ellos más largos, que pueden retraerse completamente en el manto. La característica más destacable de este cefalópodo es su concha interna planoespiral (en forma de espiral plana) provista de cámaras llenas de aire, que utiliza como órgano de flotación. Posee además un órgano luminiscente.
S. spirula es un animal pelágico que viven a gran profundidad (700-1000 m); por la noche asciende hasta los 300 - 100 m en busca de aguas más ricas para alimentarse de plancton.
La especie se distribuye principalmente en latitudes tropicales del Océano Atlántico (es muy abundante en aguas de las Islas Canarias), del Índico y del Pacífico.

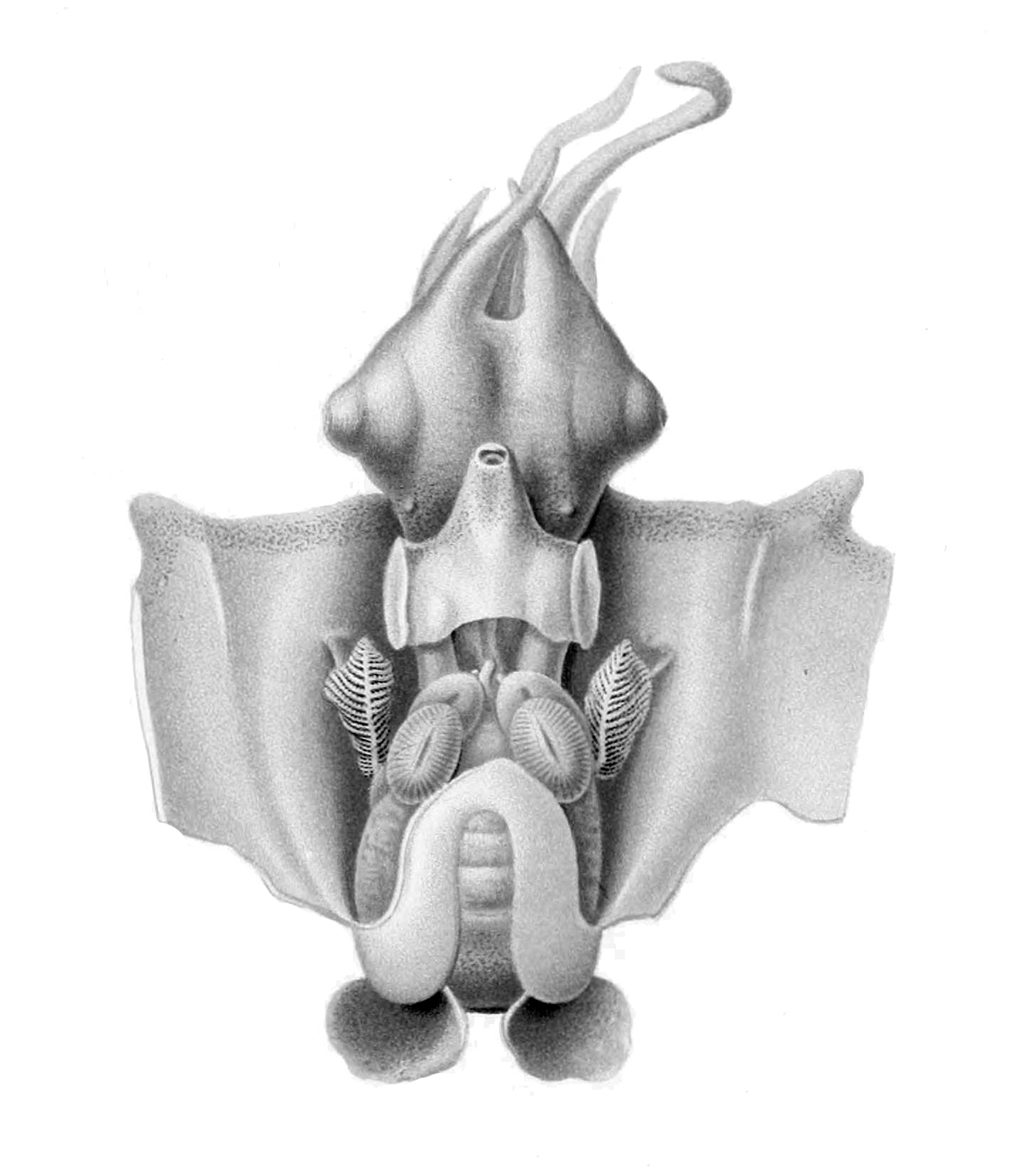
Disección de un ejemplar con la vista de sus órganos internos

## Concha interna
Una de las características más distintivas de esta especie es su órgano de flotabilidad, una concha interna, con cámaras, endogástricamente enrollada en forma de una espiral plana abierta. Este caparazón interno tiene como función controlar osmóticamente la flotabilidad; las cámaras llenas de gas mantienen a la Spirula en una actitud vertical, cabeza abajo.

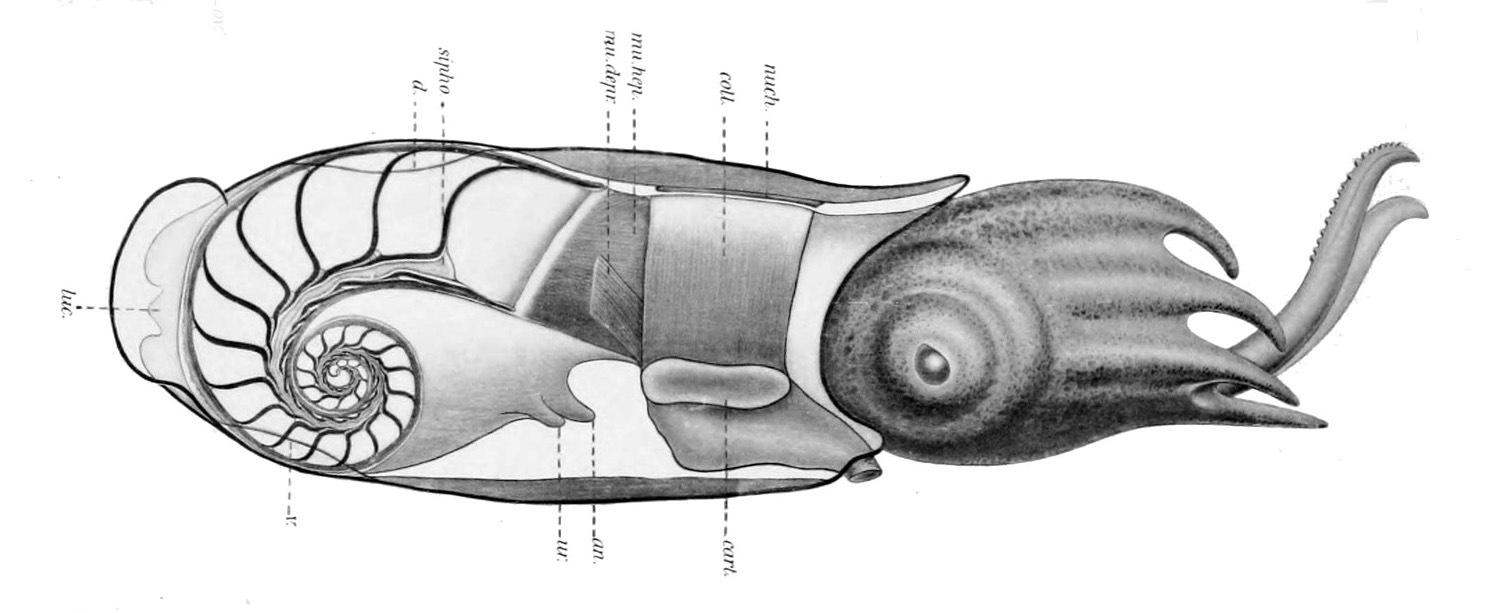
Dibujo que ilustra la posición de concha interna dentro del manto.

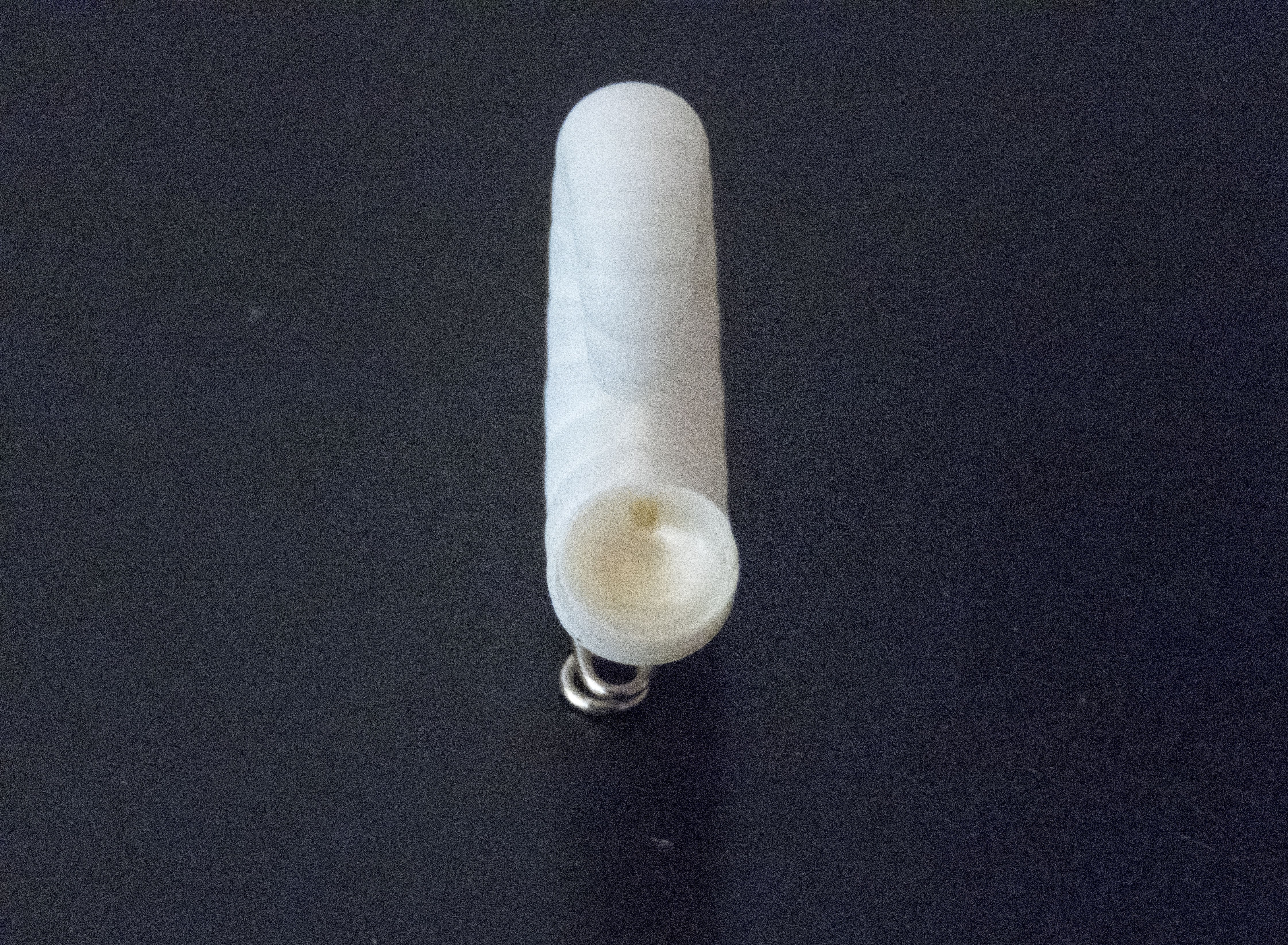
Vista ventral de la concha interna de Spirula spirula. Se puede apreciar el último septo y el orificio por donde pasa el sifúnculo (Ph: Diego Sergio Gallotti)

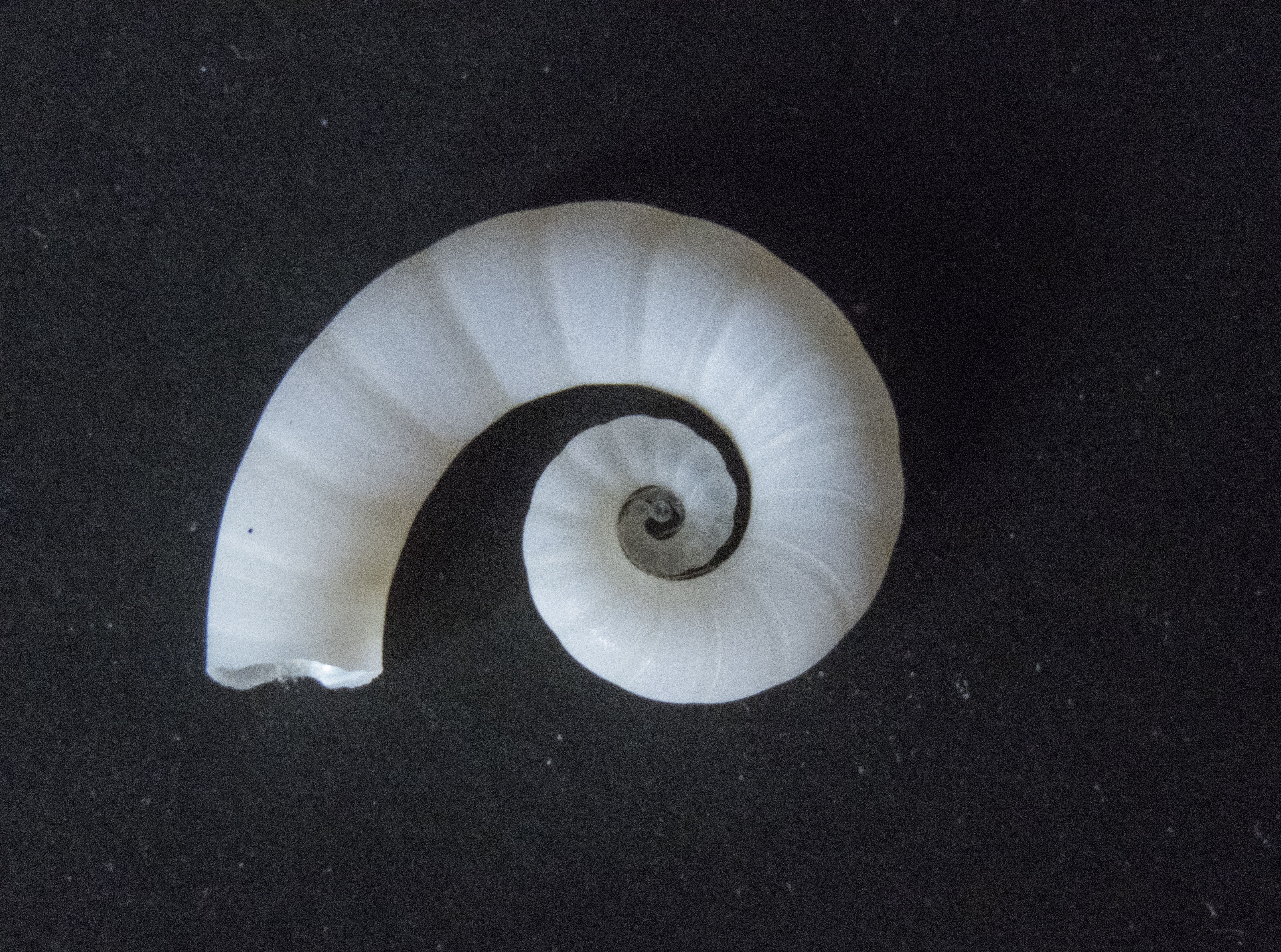
Vista lateral de la concha interna de Spirula spirula. Se pueden apreciar los septos que dividen las cámaras. Medidas: 2,5 cm de largo por 1,5 cm de alto por 0,5 cm de espesor. Encontrada en Natal (Brasil) en agosto de 2019. Ph. Diego Sergio Gallotti

## Taxonomía
Los espirúlidos se dividen en tres subórdenes:
Suborden Groenlandibelida †
Familia Groenlandibelidae †
Familia Adygeyidae †
Suborden Belopterina †
Familia Belemnoseidae †
Familia Belopteridae †
Suborden Spirulina
Familia Spirulirostridae †
Familia Spirulirostrinidae †
Familia Spirulidae